# Ilona Gusenbauer
Ilona Gusenbauer, född den 16 september 1947 i Gummersbach, Tyskland, är en österrikisk friidrottare inom höjdhopp.
Hon tog OS-brons i höjdhopp vid friidrottstävlingarna 1972 i München. 